# 儀保站
26°13′28.52″N 127°43′8.64″E / 26.2245889°N 127.7190667°E

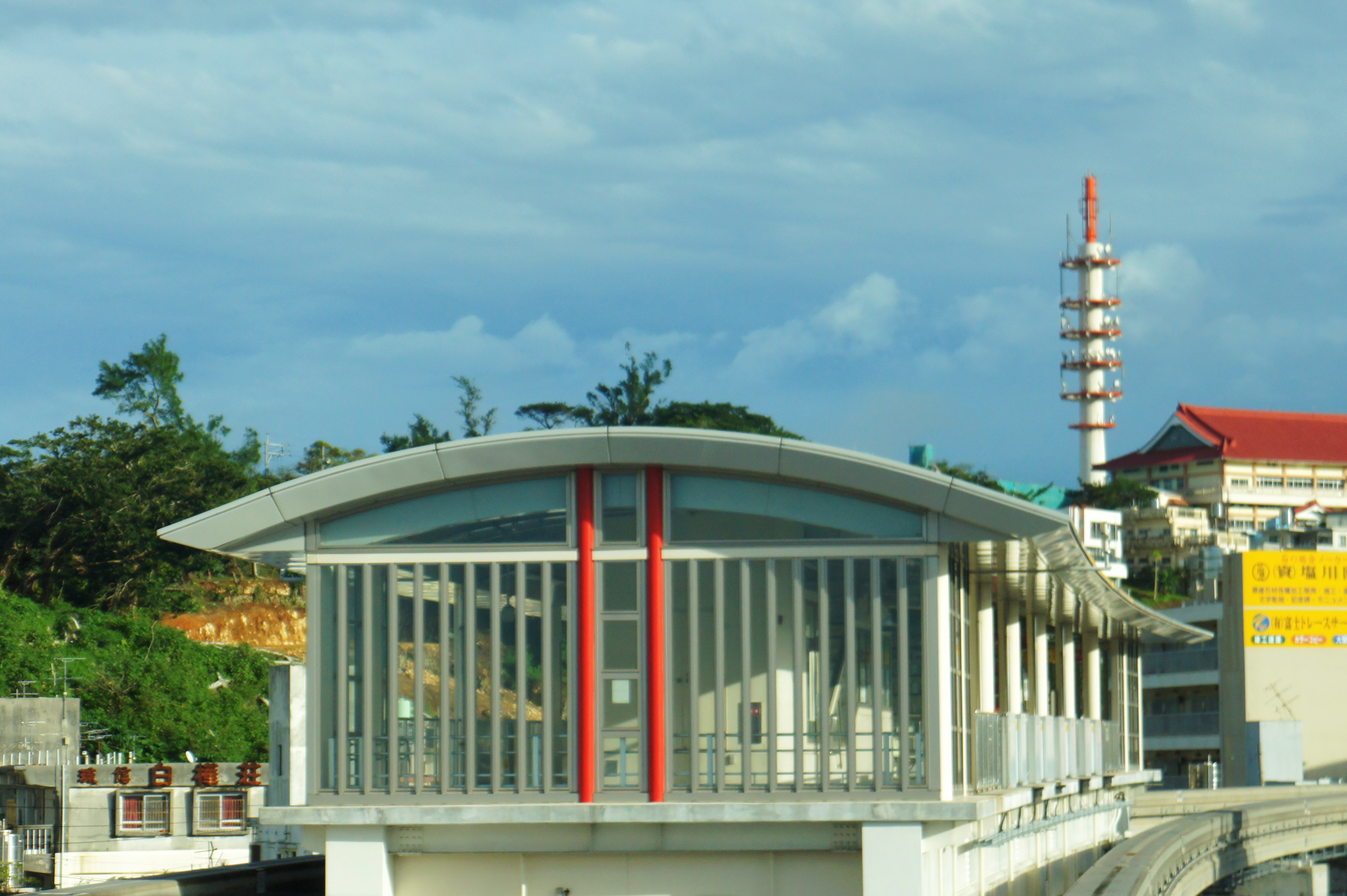
儀保站候車月台。

儀保站（日语：／ Gibo eki */?）是位於日本沖繩縣那霸市首里儀保町一丁目的沖繩都市單軌電車線車站。

## 車站構造
- 島式月台雙線
- 有自動電梯的設備。

### 月台配置
| 月台 | 路線                | 目的地                                 |
| ---- | ------------------- | -------------------------------------- |
| 1    | ■沖繩都市單軌電車線 | 首里、日子浦西方向                     |
| 2    | ■沖繩都市單軌電車線 | 歌町、牧志、縣廳前、小祿、那霸機場方向 |

### 車站設備
- 投幣式儲物櫃
- 公共電話
- 自動售賣機（飲品）
- 廁所

## 利用狀況
| 年度 | 1日平均乗車人數 |
| ---- | --------------- |
| 2003 | 1,206           |
| 2004 | 1,156           |
| 2005 | 1,527           |
| 2006 | 1,553           |
| 2007 | 1,551           |
| 2008 | 1,534           |
| 2009 | 1,477           |
| 2010 | 1,430           |
| 2011 | 1,402           |
| 2012 | 1,485           |

## 車站周邊
金融
- 琉球銀行儀保出張所（ATM）- 站前
- 沖繩銀行首里分店 - 徒歩2分鐘

郵局
- 首里平良郵局 - 徒歩約5分鐘

觀光
- 首里城公園 - 徒步約15分鐘，或轉乘17線巴士(石嶺（開南）線)，需時8分鐘。

## 巴士路線
儀保巴士站
- 9線、小禄石嶺線（那霸巴士）
- 11線、安岡宇榮原線（那霸巴士）
- 17線、石嶺（開南）線（那霸巴士）
- 25線、普天間機場線（那霸巴士）
- 33線、糸滿西原（末吉）線（那霸巴士）
- 91線、城間（南風原）線（東陽巴士）
- 97線、琉大（首里）線（那霸巴士）
- 191線、城間（一日橋）線（東陽巴士）

## 歷史
- 2003年8月10日：車站啟用

## 相鄰車站
沖繩都市單軌電車
■沖繩都市單軌電車線
市立醫院前（13）－儀保（14）－首里（15）

## 外部連結
- 沖繩城市單軌電車 – 儀保站 （页面存档备份，存于）（日語）（英文）（繁體中文）（简体中文）